# Polska na Zimowych Igrzyskach Paraolimpijskich 2002
Polskę na Zimowych Igrzyskach Paraolimpijskich 2002 reprezentowało 14 zawodników (9 mężczyzn i 5 kobiet). Polska zdobyła trzy medale: jeden złoty (Wiesław Fiedor) i dwa brązowe (Wiesław Fiedor i Bogumiła Kaploniak). 

## Zawodnicy
Narciarstwo alpejskie
5 mężczyzn, 1 kobieta
Biegi narciarskie / Biathlon
4 mężczyzn, 4 kobiety

## Medale

### Złoto
| Zawodnik       | Dyscyplina        | Konkurencja   | Kl.  | Wynik   |
| Wiesław Fiedor | Biegi narciarskie | 10 kilometrów | LW12 | 35:42.4 |

### Srebro
Brak

### Brąz
| Zawodnik           | Dyscyplina        | Konkurencja   | Kl.    | Wynik   |
| Wiesław Fiedor     | Biegi narciarskie | 5 kilometrów  | LW12   | 16:33.3 |
| Bogumiła Kaploniak | Biathlon          | 7,5 kilometra | stojąc | 27:49.7 |

Kl. - klasyfikacja niepełnosprawności

## Kadra

### Narciarstwo alpejskie
- Tomasz Gajos
- Tomasz Juszczak
- Piotr Marek
- Ireneusz Slabicki
- Agata Struzik
- Łukasz Szeliga

### Biegi narciarskie /Biathlon
- Wiesław Fiedor
- Grażyna Groń
- Bogumiła Kaploniak
- Marcin Kos
- Piotr Kosewicz
- Beata Pomietło
- Katarzyna Rogowiec
- Robert Wator